# Mazinghien
Mazinghien és un municipi francès, situat a la regió dels Alts de França, al departament del Nord. L'any 2006 tenia 329 habitants. Limita al nord amb Bazuel, al nord-est amb Catillon-sur-Sambre, a l'est amb Rejet-de-Beaulieu, al sud-est amb Oisy, al sud amb Ribeauville i Wassigny, al sud-oest amb Saint-Martin-Rivière i al nord-oest amb Le Cateau-Cambrésis.

## Demografia
| 1962                                       | 1968 | 1975 | 1982 | 1990 | 1999 | 2006 |
| ------------------------------------------ | ---- | ---- | ---- | ---- | ---- | ---- |
| 388                                        | 403  | 368  | 345  | 312  | 302  | 329  |
| Des de 1962: població sense dobles comptes |      |      |      |      |      |      |

## Administració
| Període | Identitat         | Partit |
| ------- | ----------------- | ------ |
| 2001-   | Michel Hennequart | UMP    |